# La Sexta columna
La Sexta columna (estilitzat laSexta columna) és un programa de televisió presentat per Antonio García Ferreras i dirigit pel periodista Carlos Pastor, emès en La Sexta des del 27 de gener de 2012, que se centra en l'anàlisi de l'actualitat (normalment política). Encara que les seves emissions van començar sent ocasionals -de la mà del periodista i guionista Javier Gómez-, més tard va passar a emetre's setmanalment, concretament els divendres a les 21.30 hores. La veu de Javier Gómez va trobar successor primer en els periodistes Pablo Fernández Ortiz de Zárate, i després en Rodrigo Blázquez, antic director del programa.

## Història
Després de l'èxit dels documentals #Spanishrevolution i #Urdangarín que va emetre La Sexta l'11 de novembre i el 30 de desembre de 2011, respectivament, la cadena va decidir estrenar un programa en format documental que analitzés en profunditat un tema de màxima actualitat en cada lliurament. Així, laSexta Columna es va estrenar el divendres 27 de gener de 2012 en prime time, amb emissions ocasionals i de la mà d'Antonio García Ferreras.

## Formato
La Sexta Columna és un programa que aborda la actualitat política i social de la setmana amb reportatges de recerca en els quals es recullen les principals claus del tema a tractar.

### Equip
Antonio García Ferreras, presentador també d' Al Rojo Vivo és l'encarregat de conduir La Sexta Columna, el periodista Carlos Pastor fa de veu en off i està produït pels Serveis Informatius de la Sexta.

## Polèmiques
L'1 de juny de 2012, La Sexta va emetre en laSexta Columna un reportatge anomenat "Los intocables de Rouco", en el qual es parlava del poder de l'Església catòlica i com aquesta l'utilitza, segons el propi reportatge. Pocs dies després, la plataforma Hazte Oír va posar en marxa una campanya per a boicotejar als anunciants de laSexta Columna si no retiraven la seva publicitat de l'espai de La Sexta. Per a aquesta organització, "la cadena va dedicar una hora de la seva programació en la franja de màxima audiència a insultar als creients".
Des d' Hazte Oír es va afirmar també que el programa va afirmar que "l'Església s'ensenyoreix de tot el que aplega"; "està funcionant com una gran agència immobiliària"; "és intolerant i nega la ciència, una Església de signe medieval"; "juga a la desestabilització, al guerracivilisme i al conflicte"; i que "l'Església actual no té res a veure amb el projecte de Jesús de Natzaret". També es va alertar que el programa es va emetre en plena campanya de l'Impost sobre la Renda de les Persones Físiques (IRPF) i després de la polèmica generada pel fet que l'Església no pagui l'Impost sobre Béns immobles (IBI).
Per aquests motius, durant tres setmanes, les marques San Miguel, Securitas Direct, Ariel i Braun retiraren els seus anuncis del programa de La Sexta.

## Reconeixements
La música que surt al programa és molt lloada pels seus oïdors i molt comentada a les xarxes socials com Twitter. Els estils de música més freqüents en el programa són l'indie, alternatiu i Rock. Tant va arribar a ser l'expectació per la música que els propis creadors del programa van crear un compte de Twitter anomenada @musica6columna en la qual quan acaba cada programa, publiquen una playlist a Spotify.

## Episodis i audiències
| Temporada | Temporada | Episodis | Estrena                | Final               | Audiència mitjana | Audiència mitjana | Audiència mitjana |
| Temporada | Temporada | Episodis | Estrena                | Final               | Espectadors       | Quota             |                   |
| --------- | --------- | -------- | ---------------------- | ------------------- | ----------------- | ----------------- | ----------------- |
|           | 1         | 13       | 27 de gener de 2012    | 29 de juny de 2012  | 785 000           | 5,1%              |                   |
|           | 2         | 32       | 21 de setembre de 2012 | 28 de juny de 2013  | 1 089 000         | 6,5%              |                   |
|           | 3         | 32       | 13 de setembre de 2013 | 6 de juny de 2014   | 1 167 000         | 6,9%              |                   |
|           | 4         | 37       | 19 de setembre de 2014 | 26 de juny de 2015  | 1 400 000         | 8,5%              |                   |
|           | 5         | 39       | 11 de setembre de 2015 | 1 de juliol de 2016 | 1 279 000         | 7,9%              |                   |
|           | 6         | 38       | 9 de setembre de 2016  | 30 de juny de 2017  | 1 166 000         | 7,5%              |                   |
|           | 7         | 34       | 8 de setembre de 2017  | 22 de juny de 2018  | 1 337 000         | 8,4%              |                   |
|           | 8         | 37       | 14 de setembre de 2018 | 28 de juny de 2019  | 1 167 000         | 7,7%              |                   |
|           | 9         |          | 13 de setembre de 2019 |                     | 1 048 000         | 7,4%              |                   |
| Total     | Total     | 115      | 2012                   | -                   | —                 | —                 |                   |